# Henneth Annûn
Henneth Annûn är en plats i Tolkiens fiktiva värld Midgård.  
Henneth Annûn är en dold utpost till landet Gondor i Norra Ithilien. På befallning av rikshovmästaren Túrin II, kort efter att Ithilien blev obefolkat på grund av Mordors styrkor, grundades ett antal dolda utposter där, varav Henneth Annûn är en.  Namnet betyder Fönstret mot väster  på det fiktiva alvspråket Sindarin.
Denna hemliga tillflykt bestod av en grotta bakom ett vattenfall, med utsikt över en göl genom en öppning vänd åt väster. Grottan hade grävts av strömmen som utgör själva vattenfallet, som ursprungligen hade fallit från ett hål i klippan som utgör ett fönster (därav namnet). Passagen in i grottan hade förseglats, med undantag för en dold ingång längs randen av den djupa gölen under vattenfallet.
Under Ringens krig så hade Faramir sin bas där. Frodo Bagger och hans följeslagare Sam Gamgi fördes dit när de tillfångatogs av Faramirs män.